# Akame ga KILL!
Akame ga KILL! (アカメが斬る! Akame ga kiru) là một series manga shōnen được viết bởi Takahiro, minh họa bởi Tetsuya Tashiro, và đăng hằng kỳ trong Weekly Gangan Joker được xuất bản bởi Square Enix từ năm 2010. Một manga tiền truyện với tựa đề Akame ga Kill! Zero bắt đầu được đang hằng kỳ trong Monthly Big Gangan vào tháng 10 năm 2013. Series anime cũng đã được công bố.

## Cốt truyện
Tatsumi là một chiến binh, cùng hai người bạn thời thơ ấu của mình, đến Thủ đô tìm cách kiếm tiền để làm giàu cho ngôi làng nghèo khó của mình. Sau khi bị lạc và đến thủ đô một mình, Tatsumi không những thất bại trong việc gia nhập quân đội mà còn bị lừa cho hết tiền. Sau đó anh được một gia đình quý tộc giúp đỡ, nhưng  thực ra họ có ý định tra tấn và giết anh, giống như họ đã làm với hai người bạn của anh và hàng chục người khác. Tatsumi được giải cứu bởi một nhóm sát thủ được gọi là Night Raid, cậu còn được mời tham gia hàng ngũ sát thủ  của họ. Night Raid bao gồm kiếm sĩ Akame, một cô gái trẻ tuổi tên Sheele, Lubbock, chiến binh bọc thép Bulat, xạ thủ Mine, chiến sĩ thú Leone và lãnh đạo của họ: Najenda - một cựu tướng của quân đội hoàng gia. Night Raid là một phần của lực lượng cách mạng được bổ nhiệm để lật đổ Tể tướng, là người thao túng vị hoàng đế trẻ tuổi cho lợi ích cá nhân của mình mà không quan tâm đến phần còn lại của đất nước đang dần trở nên nghèo đói và xảy ra xung đột liên miên.
Mỗi thành viên của nhóm sát thủ Night Raid đều mang trong mình một trong những "vũ khí Imperial" (帝 具 Teigu?), các mục được tạo ra thông qua thuật giả kim và các bộ phận của Danger Beasts siêu nhiên hơn 900 năm trước đây. Bốn mươi tám các loại vũ khí này đã được tạo ra nhưng khoảng một nửa trong số chúng đã bị lãng quên vào lịch sử. Ngoài những vũ khí như kiếm, súng, còn có hộp mỹ phẩm và áo giáp, một con chó biến hình và một chiến binh mạnh mẽ. The Imperial Arms không thể được sử dụng bởi bất cứ ai ngoài chủ nhân của nó, người sử dụng cần phải phù hợp với nó nếu không người đó sẽ có nguy cơ tử vong. Sức mạnh của Imperial Arm mạnh đến nỗi người ta nói rằng khi hai người sử dụng Imperial Arm đánh nhau, một bên bắt buộc phải chết. Tatsumi và những người đồng đội mới của mình đã thành công ám sát một số nhóm người đáng tin cậy nhất của chính phủ khi mất hai thành viên của nhóm là Sheele và Bulat do các thế lực thù địch, và Tatsumi kế thừa Imperial Arm của Bulat. Điều này khiến Tể tướng có cơ hội nhờ Tướng quân Esdeath giúp đỡ, Tướng quân là người được coi là máy bay chiến đấu mạnh mẽ nhất trong đế quốc, cô tập hợp đội của riêng mình gồm những sát thủ Imperial Arms-wielding, các "Jaegers" để săn lùng và tiêu diệt Night Raid, vừa lúc đó Night Raid có được hai thành viên mới, đó là Imperial Arm Susanoo và bậc thầy ngụy trang Chelsea.
Cuộc chiến xảy ra giữa hai bên Night Raid và Jaegers. Sau khi Night Raid đánh bại hầu hết các Jaegars, do mất đi Chelsea và Susanoo nên đã tác động đến cuộc cách mạng. Honest, một lực lượng mới bí mật của cảnh sát ; "Wild Hunt", dẫn đầu bởi chính con của mình, Syura. Tuy nhiên, Wild Hunt đã lạm dụng quyền lực của mình quá mức bằng cách giết chết những người dân vô tội để làm trò tiêu khiển, điều đó khiến Wild Hunt trở thành mục tiêu của cả Jaegers và Night Raid. Sau một cuộc đối đầu giữa Wild Hunt và các Jaegers, với thương vong của cả hai bên, Esdeath đã tống tiền Honest để giải tán các phần còn lại của Wild Hunt, Syura bị giết bởi Lubbock sau khi hắn bắt được anh và Tatsumi. Lubbock bị giết trong khi cố gắng trốn thoát, còn Tatsumi bị kết án tử hình, nhưng các thành viên còn lại của Night Raid đã giải cứu anh. Trong cuộc giải cứu Tatsumi, Mine đã hạ được tướng Budo, song cô cũng nhận 1 vết thương chí mạng cùng với vũ khí Teigu "Pumpkin" bị vỡ nát và buộc phải trở về hậu phương dưỡng thương. Tatsumi nói rằng khi tất cả mọi chuyện kết thúc, cậu sẽ cưới Mine nhưng điều đáng buồn là Mine đã chết do vết thương chí mạng gây ra. Sau cuộc cách mạng, Jaegers còn lại Wave và Run, Night Raid còn lại Akame và Najenda.